# Церковь Святой Богородицы (Мегри)
Церковь Святой Богородицы (Сурб Аствацацин или Мец Таг) — Армянская Апостольская Церковь в городе Мегри Сюникской области Республики Армения. Церковь включена в Список недвижимых памятников истории и культуры Мегри.

## История
Относится к числу купольных церквей XVII века . Она расположена на территории возвышенного северного района города Мегри, со всех сторон окружена жилыми домами. Церковь представляет собой четырёхгранную купольную базилику и построена из базальта, а барабан и купол — из кирпича. Церковь имеет два входа: с западной и южной сторон. На двухтактной крыше церкви также возведена колокольня, представляющая собой квадратную кирпичную ротонду, увенчанную четырёхгранным фронтоном. Церковь имеет сдержанное внешнее убранство. Единственный декоративный элемент – голова барана у западного окна южного фасада. Интерьер церкви украшен фресками XIX века .

## Галерея

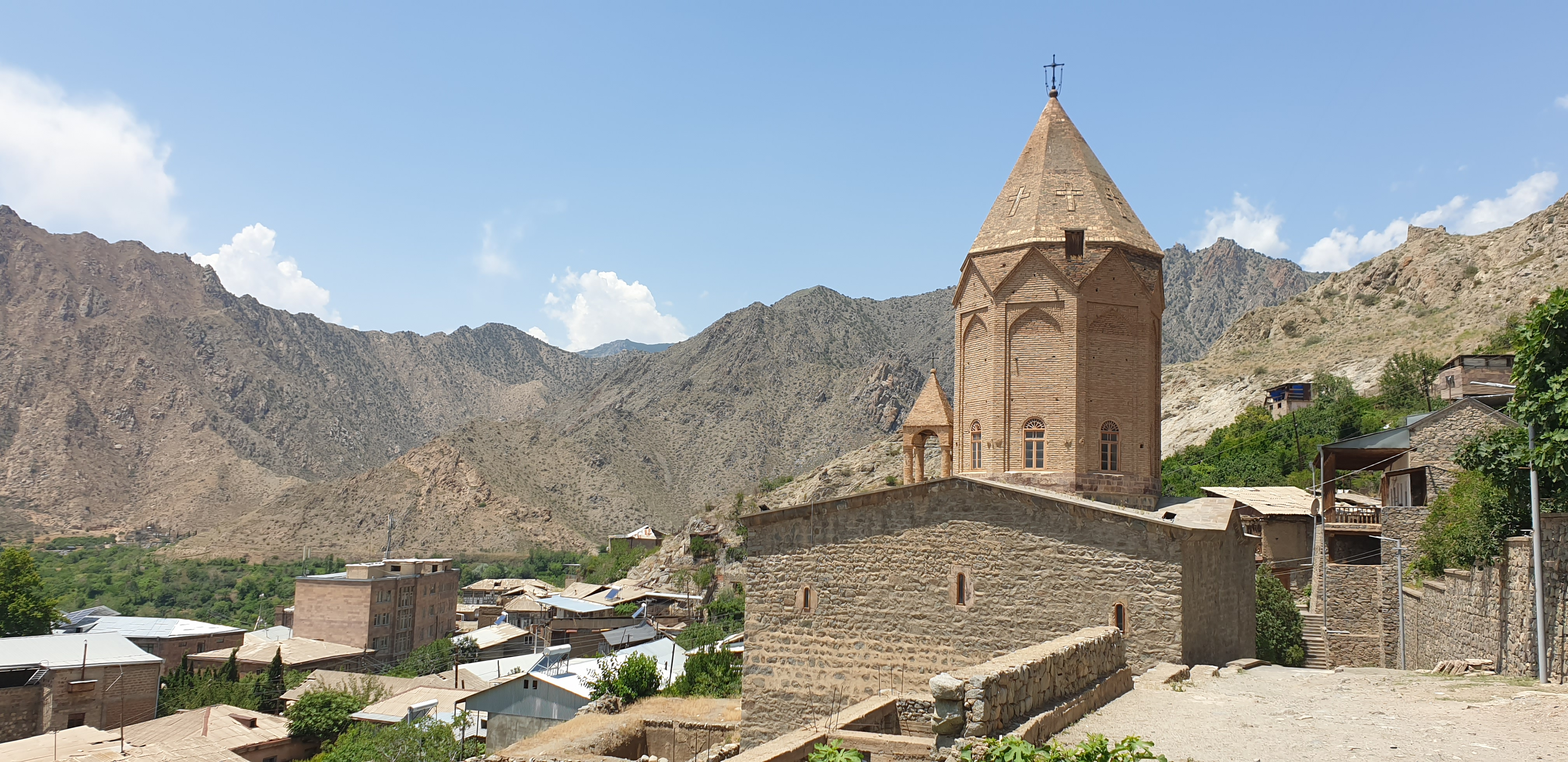
Подъезд к церкви
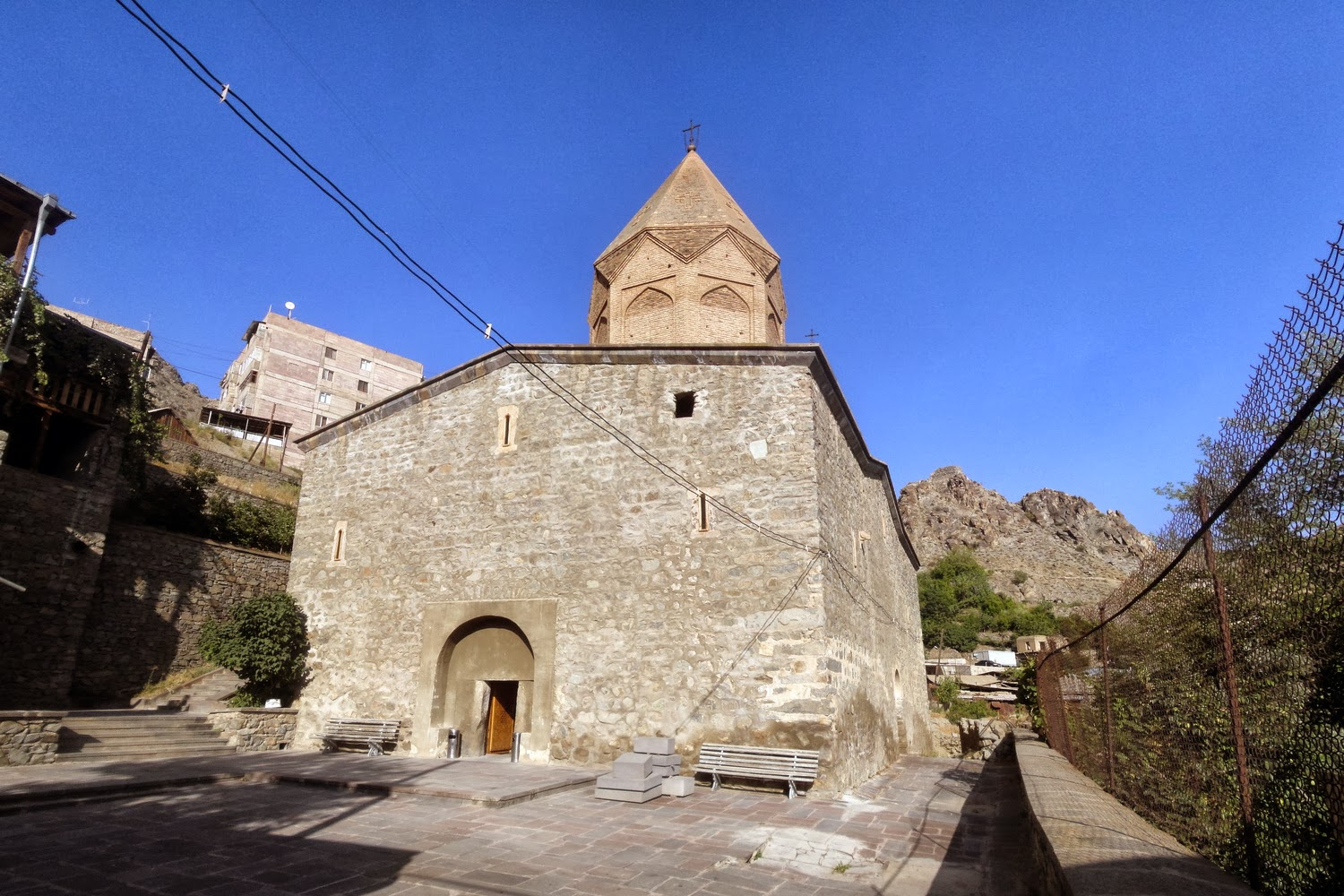
Главный вход в церковь
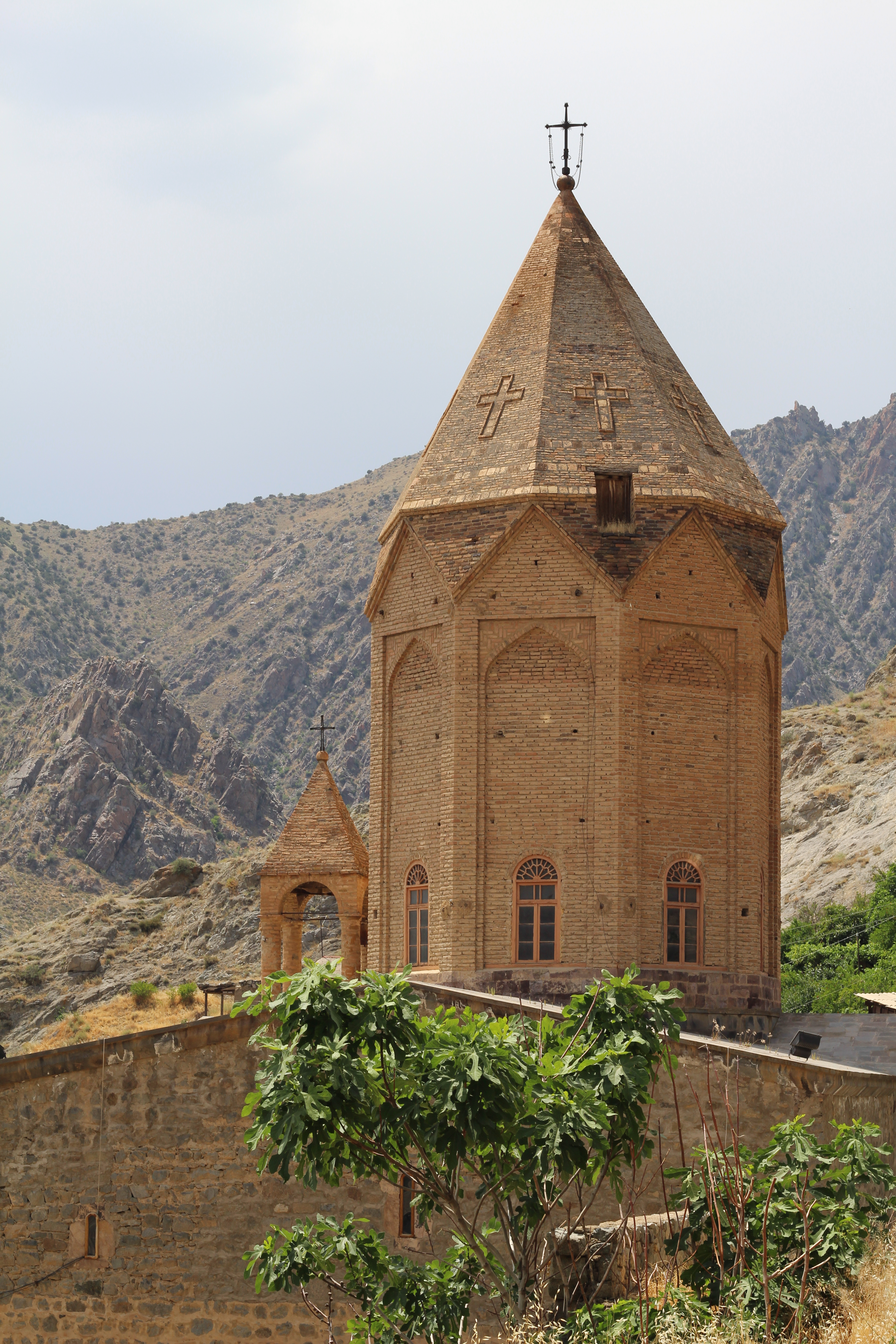
Вид на купол
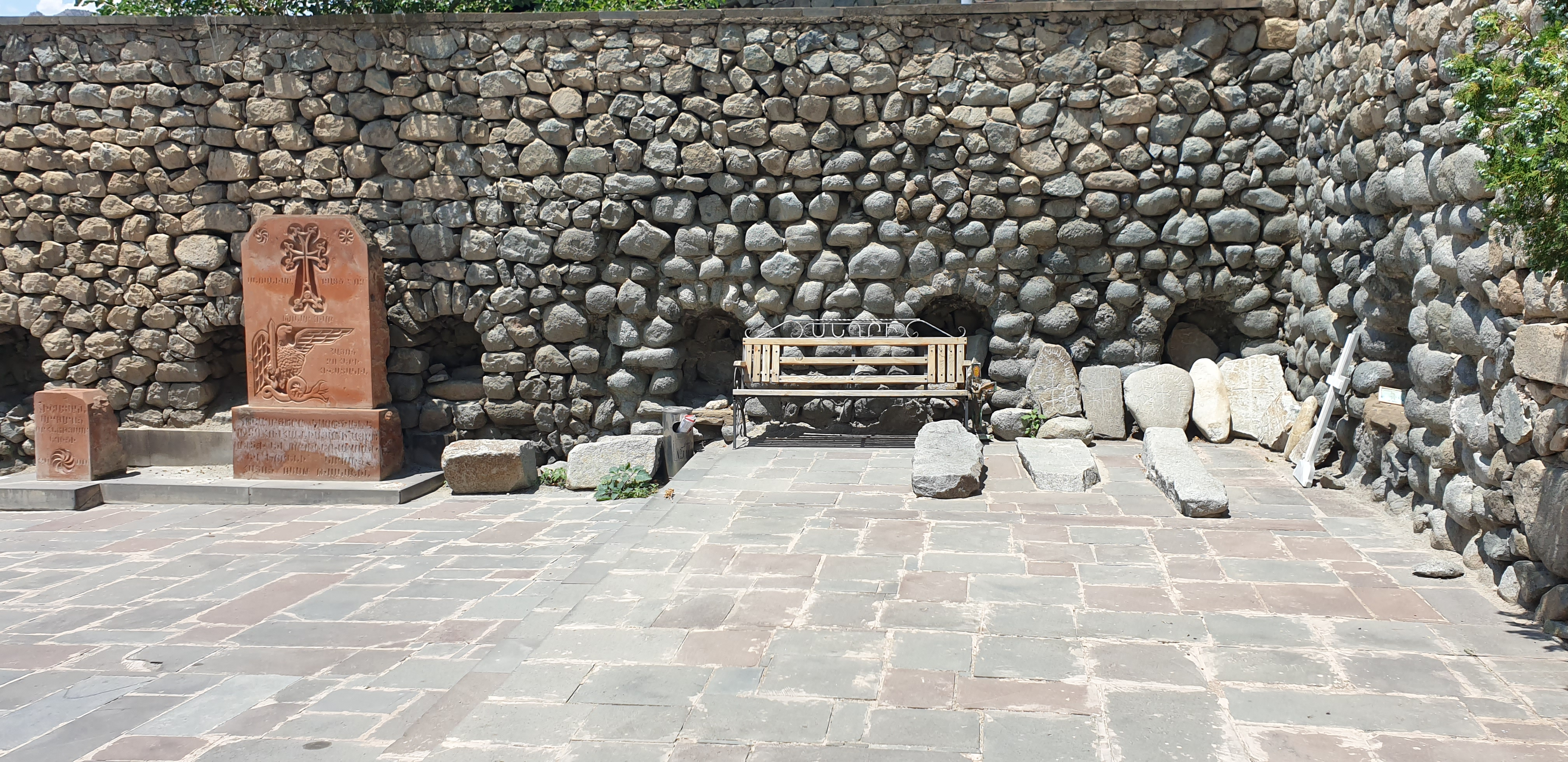
Хачкары
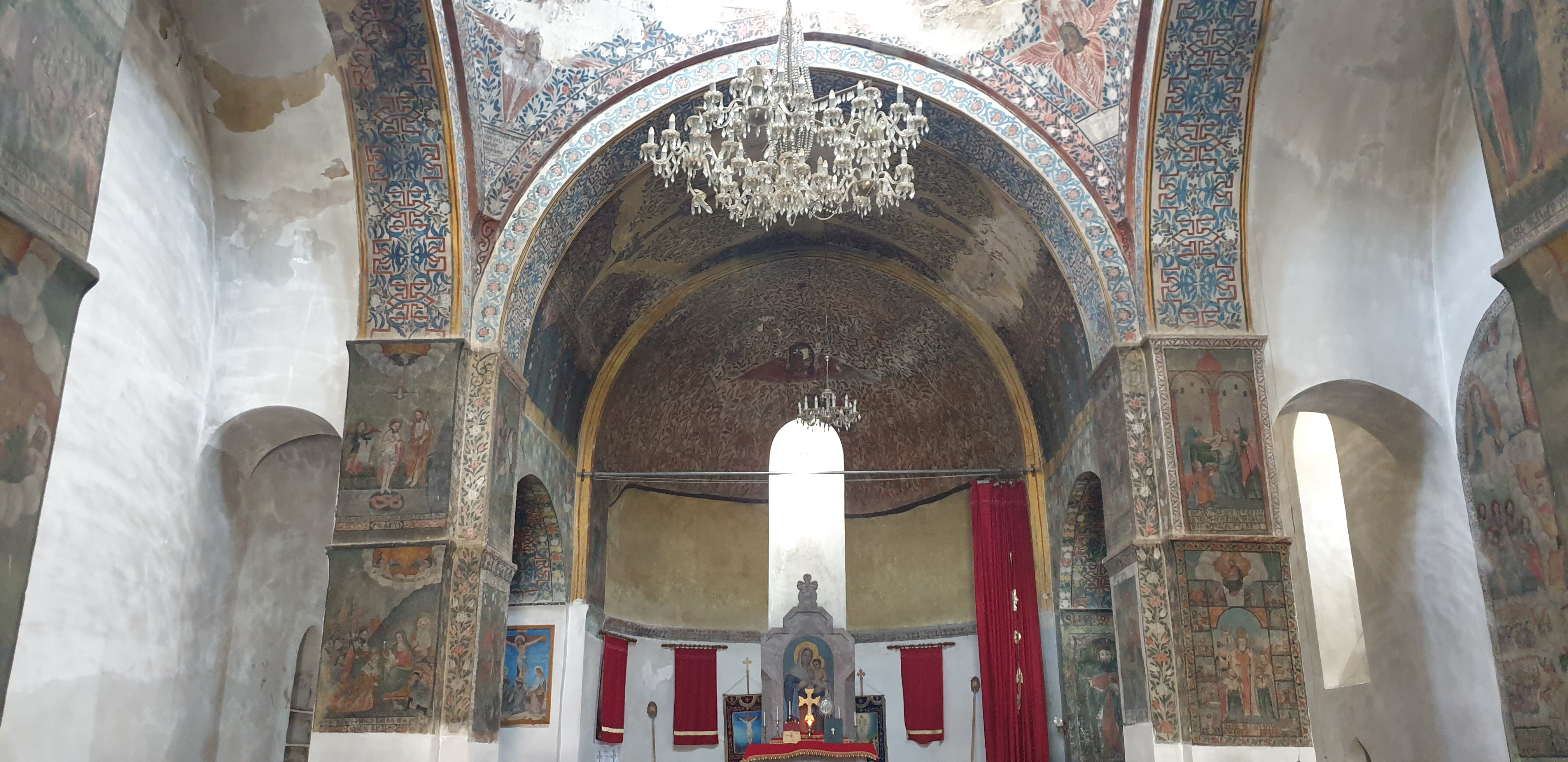
Алтарь
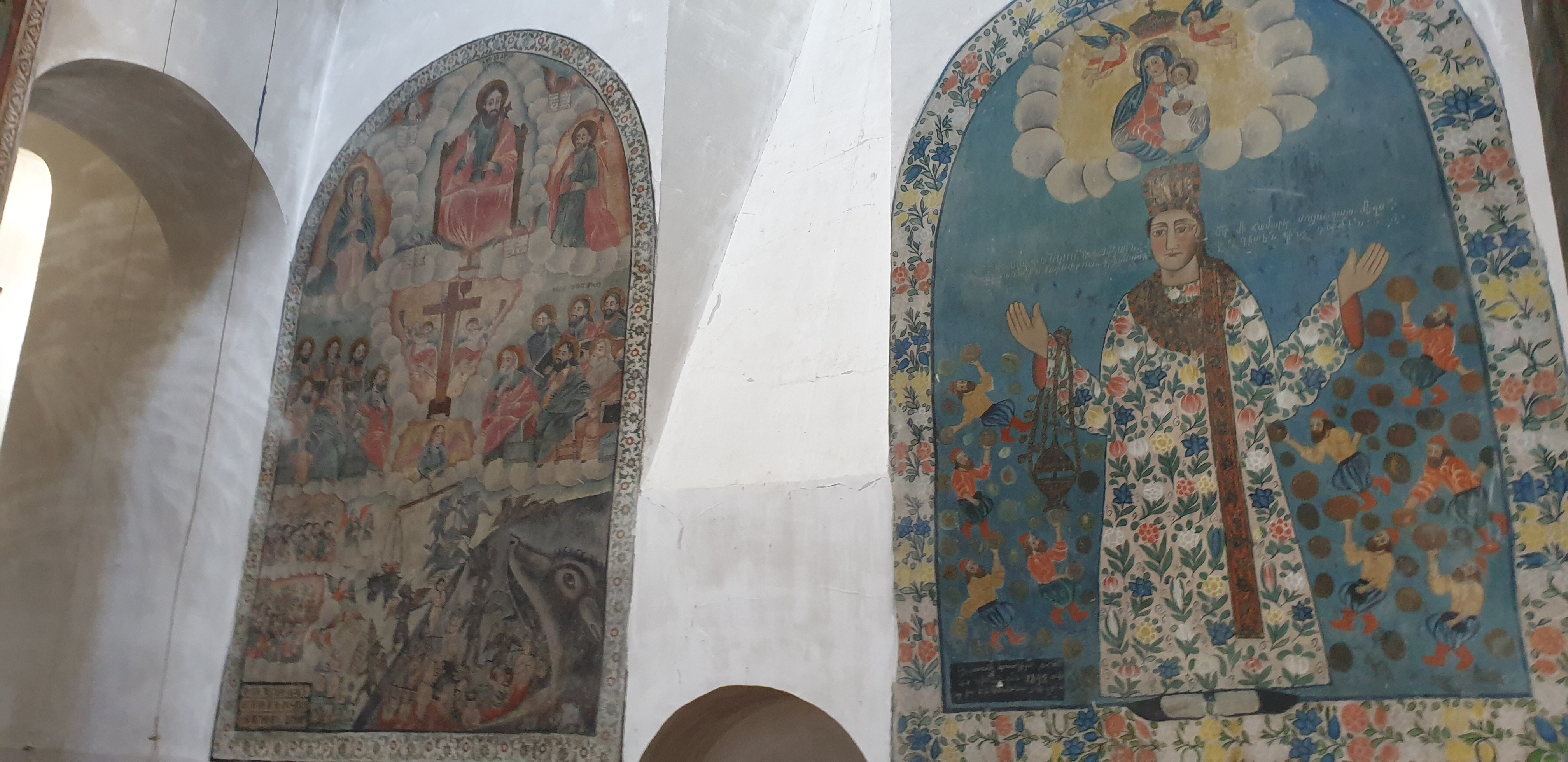
Росписи
Каменная голова барана на стене
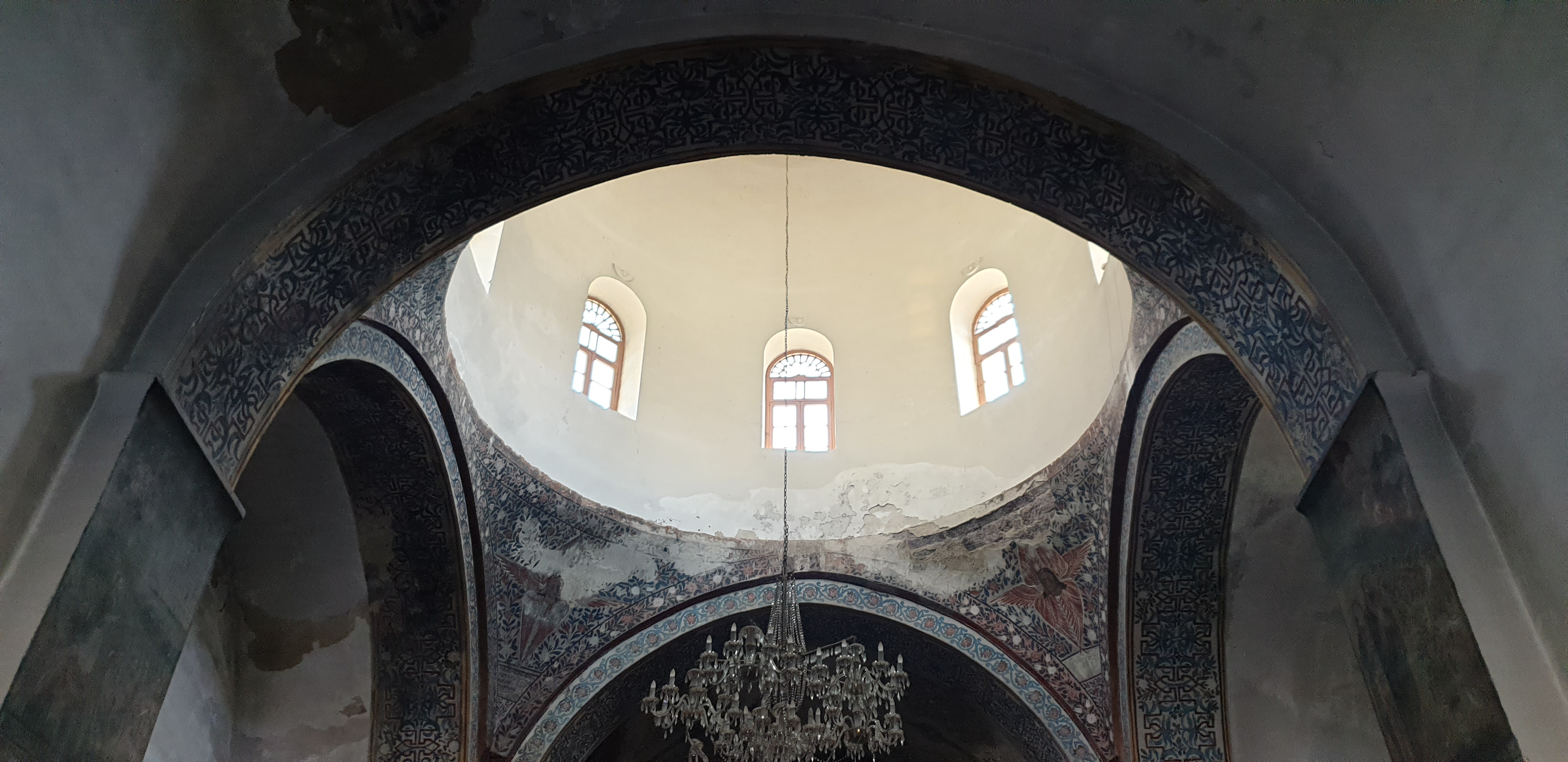
Вид на купол
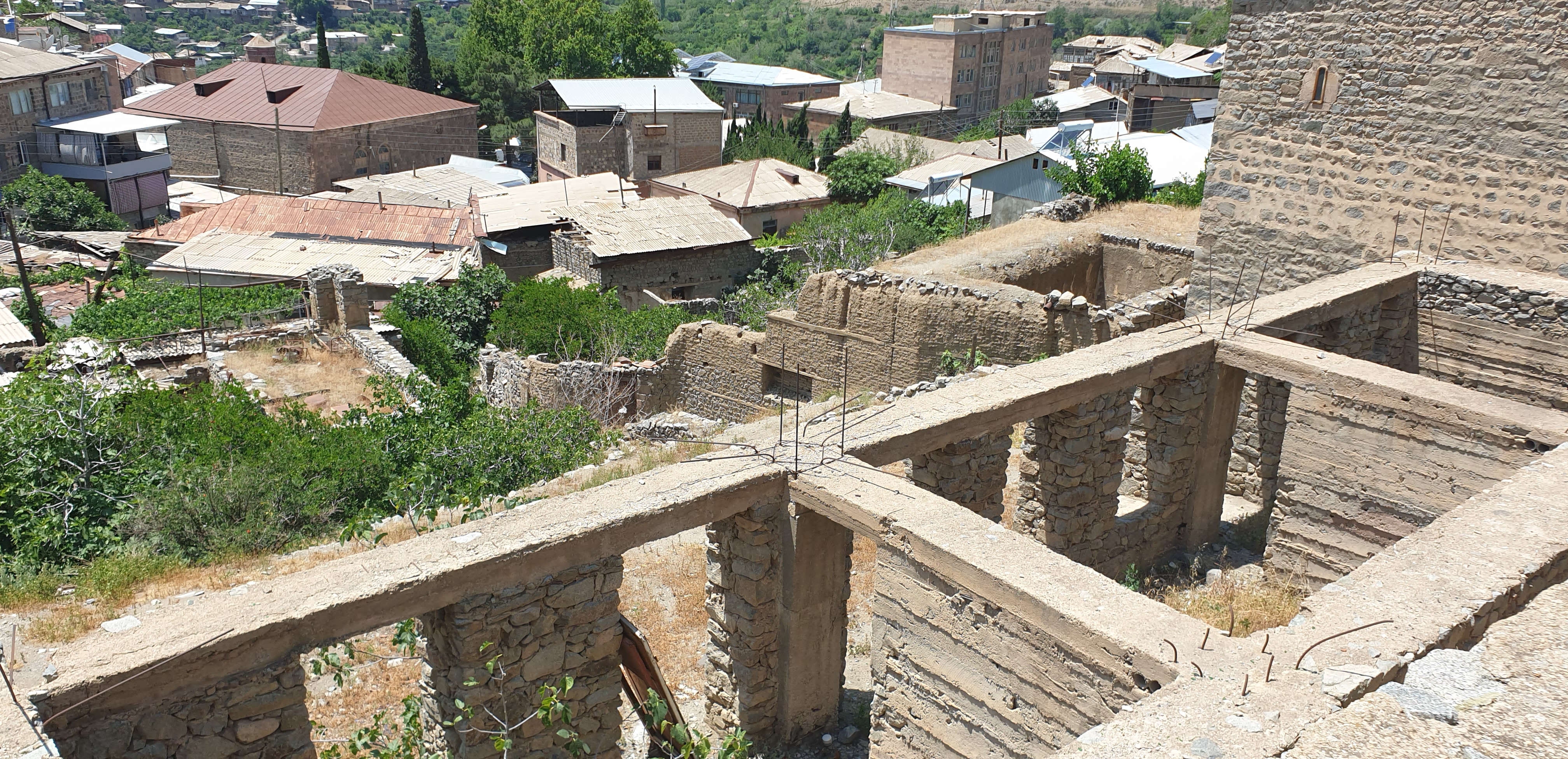
Пристройки